# Vizionář
Vizionář je člověk, který dokázal nebo dokáže přijít s myšlenkami, které zřetelně, pravdivě a přesně předpovídají, odhadují nebo využívají stav něčeho, například společnosti nebo technologií, v budoucnosti. Předpovědi nebo odhady lidí, kteří jsou později označeni jako vizioináři, bývají často velkou předností v obchodu. Ať už jsou, nebo nejsou jejich návrhy realizovány, mívá to velký dopad na celou společnost, když situace, kterou předpovídali, nastane. Stává se také, že jejich myšlenky „předběhnou dobu“, tedy že jejich uskutečnění je v jejich době nereálné, nebo se naopak realizují, ale jsou neúspěšné, protože pro jejich úspěch ještě nenastala vhodná doba a okolnosti.
Jako vizionář je označován například Steve Jobs, který stál u zrodu moderních osobních počítačů a počítačem generovaných animovaných filmů. Příkladem vizionáře může být i Jules Verne, který ve svých vědecko-fantastických knihách předpověděl mnoho technologií, které skutečně byly později realizovány. Mezi vizionáře je zařazován také Jan Antonín Baťa, který před druhou světovou válkou předpovídal obrovský rozvoj obchodu a jeho důležitost pro ekonomický rozvoj a požadoval vytvoření rozsáhlých sítí dopravních cest, které by ho usnadnily.
Slovo „vizionář“ může mít také hanlivý význam: snílek nebo blouznivec.